# Anne-Julie Foght Schütt
Anne-Julie Foght Schütt (født 2. december 1991) er en en del af det danske sejllandshold. Hun sejler 49'erFX sammen med Iben Nielsby og vandt i 2016 VM-sølv sammen med sin tidligere sejlmakker, sin søster Maiken Foght Schütt. Anne-Julie er gast i båden.
Anne-Julie Foght Schütt er fra Horsens, men bor nu i Aarhus, hvor hun udover sin sejlsportskarriere også læser uddannelsesvidenskab på Aarhus Universitet. Her er hun en del af AU Elitesport.

## Karriere
Schütt sejler fra Horsens sejlklub, hvor hun startede som syvårig med at sejle optimistjolle, og i sine ungdomsår sejlede både Europa og Laser Radial. Under et ophold på Aarhus Idrætshøjskoles sejlerakademi i 2010 prøvede hun kræfter med Melges 24, som hun fik en 5. plads i ved EM i sommeren 2011. Herefter begyndte hun at sejle 29'er XX, og siden sommeren 2012 har hun sejlet 49'er. Det var først med sin søster Maiken Foght Schütt og sidenhen med Iben Nielsby.
I 2017 fik Anne-Julie og Iben Nielsby en 10. plads ved VM. Op igennem 2018 fik hun fem placeringer mellem 13. og 17. plads, indtil de ved Portugal Grand Prix i december 2018 fik en 2. plads. Det var samtidig det første stævne, de deltog i, under ledelse af deres nye træner Jena Mai Hansen. I februar 2019 sluttede de på en samlet 4. plads ved World Cup i Miami.